# Иоанн X (патриарх Константинопольский)
Патриарх Иоанн X Каматир (греч. Πατριάρχης Ιωάννης Ι΄ Καματηρός; 1206, Дидимотихо, Фракия) — Константинопольский патриарх в 1198—1206 годах.
Папе Иннокентию III, желавшему воссоединения церквей, Иоанн отвечал, что не понимает притязаний римского епископа на первенство, так как все церкви произошли от Иерусалимской, а учение об исхождении Духа Святого и от Сына отвергает подобно папам прежних лет. Иннокентий приглашал Иоанна созвать собор, но поскольку отвергал идею о его проведении в Византии, то этот план не реализовался.
Иоанн был человеком красноречивым, умным и учёным, даже против еретиков боровшийся не властью и авторитетом, а доводами и доказательствами.
Когда крестоносцы возвели на престол императора Исаака II и его сына Алексия, Иоанн, по некоторым источникам, признал верховенство папы, но после взятия латинянами Константинополя почти нищим оставил столицу и жил в добровольном изгнании во Фракии, где в 1206 сложил с себя патриарший сан. Умер в том же году.